# Agrostis perezii
Agrostis perezii é uma espécie de gramínea do gênero Agrostis, pertencente à família Poaceae.